# ماركو بيروفيتش
ماركو بيروفيتش (بالصربية: Марко Перовић)‏ هو لاعب كرة قدم صربي في مركز الوسط، ولد في 24 مارس 1972 في ليسكوفاتس في صربيا. شارك مع منتخب صربيا والجبل الأسود لكرة القدم. أما مع النوادي، فقد لعب مع أوستريا فيينا والنجم الأحمر بلغراد وراد بيوغراد وريال سبورتينغ خيخون وفيتيسه آرنهم ونادي أنكونا ونادي بيستويسي ونادي دوبوسيكا ونادي فويفودينا ونادي كريمونيسي ونادي نابولي.

## وصلات خارجية
- ماركو بيروفيتش على موقع قاعدة بيانات كرة القدم.إي يو (الإنجليزية)
- ماركو بيروفيتش على موقع ناشيونال فوتبول تيمز (الإنجليزية)
- ماركو بيروفيتش على موقع عالم كرة القدم.نت (الإنجليزية)